# سوزانا اسکوبار
سوزانا اسکوبار (به انگلیسی: Susana Escobar) (زادهٔ ۱۳ دسامبر ۱۹۸۷) شناگر اهل مکزیک است.